# 乌鲁苏卡
乌鲁苏卡（葡萄牙語：Uruçuca）是巴西巴伊亚州的一个市镇。总面积337.705平方公里，总人口22092人，人口密度65.4人/平方公里。